# Middelburg
Middelburg (tiếng Hà Lan: [ˈmɪdəlbʏrx] ⓘ) là một đô thị và thành phố ở tây nam Hà Lan, tỉnh lỵ tỉnh Zeeland. Đô thị này nằm trên bán đảo Walcheren. Dân số khoảng 46.600 người.

## Lịch sử
Thành phố Middelburg có lịch sử từ thế kỷ 9 hay có thể cuối thế kỷ 8. Tài liệu đầu tiên đề cập đến khu vực  Middelburg là một trong ba thị trấn có tường được xây dựng ở Walcheren (lúc đó là một hòn đảo) để phòng thủ đối với các cuộc tấn công của người Viking. Năm 844, một tu viện đã được xây ở đây và vẫn còn tồn tại đến chiến tranh 8 năm, khi phía bắc Hà Lan giành độc lập từ Tây Ban Nha.
Middelburg trở thành thành phố vào năm 1217. 
Trong thời Trung cổ, thành phố này đã trở  thành một trung tâm thương mại quan trọng giữa Anh và các thành phố của Flanders. Vào thế kỷ 17 (thời kỳ hoàng kim Hà Lan), thành phố này đã là một trung tâm quan trọng của Công ty Đông Ấn Hà Lan.
Phần lớn phố cổ đã bị đánh bom vào ngày 17 tháng 5 năm 1940 bởi Luftwaffe Đức khiến cho quân Hà Lan đầu hàng ở Zeeland. Sau chiến tranh, phần lớn khu trung tâm đã được xây dựng lại như trước chiến tranh. Thành phố được xây lại có phong cách như trước đó của nó với các ngôi nhà buôn và nhà kho dọc theo kênh đào như ở Amsterdam.

## Giao thông
Middelburg có nhà ga xe lửa kết nối với Vlissingen, Goes, Roosendaal, Rotterdam, Den Hag, Leiden, Sân bay quốc tế Schiphol và Amsterdam.

## Trung tâm dân cư
- Arnemuiden
- Kleverskerke
- Middelburg
- Nieuw- en Sint Joosland
- Sint Laurens

## Kết nghĩa
- Vilvoorde, Bỉ
- Nagasaki, Nhật Bản
- Glogow, Ba Lan
- Simeria, România
- Teius, România
- Folkestone, Vương quốc Anh